# وداعا أيتها الجميلة (أغنية)
بيلا تشاو (بالإيطالية: Bella Ciao)‏ أغنية ثورية من الفلكلور الإيطالي في الحرب العالمية الثانية، من إيقاع المقاومة للحزب الإيطالي اللاسلطوي الاشتراكي.

## معنى الاسم
بيلا تشاو معناها: «وداعاً أيتها الجميلة».

## تاريخياً
عرفت الأغنية من قبل حركة المقاومة التي تشكلت ضد النازية. ياحلوة مع السلامة من الأغاني التي عرفت من قبل الجناح اليساري المناهض للفاشية وحركة المقاومة في إيطاليا، وهي حركة من اللاسلطويين، الشيوعيون، الاشتراكيون. مؤلف كلماتها غير معروف، والموسيقى ويبدو أنها كانت من قبل أغنية شعبية تغنى بها في وادي بو. الأغنية أستخدمت في التصويرية للفيلم اليوغسلافية معظمها في عام 1969.
تم إعطاء تفسير آخر للأغنية بأنها عرفت قبل الحزب الاشتراكي الإيطالي.

## ترجمة كلمات الأغنية بالعربية
صباح يومٍ ما، أفقت من النوم

وداعًا أيتها الجميلة، وداعًا أيتها الجميلة، وداعًا أيتها الجميلة، وداعًا، وداعًا

صباح يومٍ ما، أفقت من النوم

ورأيت وطني محتلًا
يا رفيقة، احمليني بعيدًا

وداعًا أيتها الجميلة، وداعاً أيتها الجميلة، وداعًا أيتها الجميلة، وداعًا، وداعًا

يا رفيقة، احمليني بعيدًا

لأنّني سأموت
وإن متّ، كمقاوم

وداعًا أيتها الجميلة، وداعًا أيتها الجميلة، وداعًا أيتها الجميلة، وداعًا، وداعًا

إذا متّ، كمقاوم

فعليكِ دفني
ادفنيني، أعلى الجبال

وداعًا أيتها الجميلة، وداعًا أيتها الجميلة، وداعًا أيتها الجميلة، وداعًا، وداعًا

أدفنيني، أعلى الجبال

تحت ظل وردة جميلة
وإن مرّ، مرّ قومٌ

وداعًا أيتها الجميلة، وداعًا أيتها الجميلة، وداعًا أيتها الجميلة، وداعًا، وداعًا

إذا مرّ، مرّ قومٌ

سيقولون: ما أجمل الوردة
تلك وردة المقاوم

وداعًا أيتها الجميلة، وداعًا أيتها الجميلة، وداعًا أيتها الجميلة، وداعًا، وداعًا

تلك وردة المقاوم

الذي استشهد حرًا
ظهرت عدة نسخ باللغة العربية، منها نسخة نشرت عام 2011 بالعامية السورية يغنيها هاوي مجهول، وأخرى باللهجة الهاتية. الترجمة التي تعتمدها هذه النسخة هي ترجمة جديدة من لغة الأغنية الأصلية (الإيطالية).

## كلمات الأغنية بالإيطالية
Bella Ciao
Una mattina mi son Alzato
O bella ciao, bella ciao, bella ciao ciao ciao Una mattina mi son Alzato
Eo ho trovato l'invasor
O partigiano porta mi via
O bella ciao, bella ciao, bella ciao ciao ciao
O partigiano porta mi via
Che mi sento di morir
E se io muoio da partigiano
O bella ciao, bella ciao, bella ciao ciao ciao
E se io muoio da partigiano
Tu mi devi seppellir
Mi seppellire lassù in montagna
O bella ciao, bella ciao, bella ciao ciao ciao
Mi seppellire lassù in montagna
Sotto l'ombra di un bel fiore
E le genti che passeranno
O bella ciao, bella ciao, bella ciao ciao ciao
E le genti che passeranno
Mi diranno: "Che bel fior"
È questo il fiore del partigiano
O bella ciao, bella ciao, bella ciao ciao ciao
È questo il fiore del partigiano
Morto per la libertà